# 13498 Al Chwarizmi
13498 Al Chwarizmi è un asteroide della fascia principale. Scoperto nel 1986, presenta un'orbita caratterizzata da un semiasse maggiore pari a 2,1154703 UA e da un'eccentricità di 0,1786584, inclinata di 2,75936° rispetto all'eclittica.